# Långön, Pyttis
Långön är en ö i Finland. Den ligger i Finska viken och i kommunen Pyttis i den ekonomiska regionen  Kotka-Fredrikshamn i landskapet Kymmenedalen, i den södra delen av landet. Ön ligger omkring 20 kilometer sydväst om Kotka och omkring 96 kilometer öster om Helsingfors.
Öns area är 1,35 kvadratkilometer och dess största längd är 2,4 kilometer i sydväst-nordöstlig riktning. Ön höjer sig omkring 30 meter över havsytan.